# La Belle d'Athènes
Pour plus de détails, voir Fiche technique et Distribution.
La Belle d'Athènes (Η ωραία των Αθηνών (I Oréa ton Athinon)) est un film grec réalisé par Níkos Tsifóros et sorti en 1954.
Il offre à Georgía Vassiliádou ce qui est considéré comme son plus grand rôle au cinéma.

## Synopsis
Zachos (Vassílis Avlonítis), président de la société des bonnes mœurs locales, est en fait un coureur de jupons. Il hérite d'un de ses cousins, mais il y a une condition. Aristéa (Georgía Vassiliádou), la propriétaire de l'appartement que son cousin louait doit d'abord être mariée. La solution envisagée par le défunt était que Zachos l'épouse. Cependant, elle est très laide. Zachos essaie de la pousser dans les bras d'un de ses deux propres locataires, des pauvres bougres (Mímis Fotópoulos et Nikos Stavridis) réduits à cet expédient. Mais lorsqu’ils rencontrent deux jeunes filles (Kelly Mavropoulou and Sperantza Vrana) dont ils tombent amoureux, ils tendent un piège à Zachos qui finit par être obligé d'épouser Aristéa.

## Fiche technique
- Titre : La Belle d'Athènes
- Titre original : Η ωραία των Αθηνών (I Oréa ton Athinon)
- Réalisation : Níkos Tsifóros
- Scénario : Níkos Tsifóros
- Direction artistique : Markos Zervas
- Décors : Markos Zervas
- Costumes :
- Photographie : Aristidis Karydis-Fuchs
- Son : Markos Zervas
- Montage : Dínos Katsourídis
- Musique : Yorgos Mouzakis
- Production :  Finos Film
- Pays d'origine :  Grèce
- Langue : grec
- Format :  Noir et blanc
- Genre : Comédie
- Durée : 80 minutes
- Dates de sortie : 20 juin 1954

## Distribution
- Georgía Vassiliádou
- Vassílis Avlonítis
- Mímis Fotópoulos
- Nikos Stavridis
- Sperantza Vrana
- Gelly Mavropoulou